# Wolgaschiffer
Wolgaschiffer (Originaltitel: I battellieri del Volga) ist ein italienisch-deutsch-französischer Spielfilm aus dem Jahr 1959 von Viktor Tourjansky. Das Drehbuch verfassten Damiano Damiani und Salka Viertel zusammen mit dem Regisseur. Die Hauptrollen sind mit John Derek, Elsa Martinelli und Dawn Addams besetzt. In der Bundesrepublik Deutschland konnte man das Werk erstmals am 26. März 1959 auf der Leinwand sehen.

## Handlung
Saratow gegen Ende des 19. Jahrhunderts. Schon bald nach der kirchlichen Trauung mit der schönen Irina muss Rittmeister Alexej Orloff erfahren, dass seine Frau von ihrem Schwager, dem General Gorew, vor ein paar Wochen im Sektrausch verführt wurde und nun von ihm schwanger ist. Tags darauf greift der Rittmeister seinen Vorgesetzten tätlich an. Dies aber hat zur Folge, dass Alexej durch das Militärtribunal zu einem gemeinen Soldaten degradiert, ins Gefängnis geworfen und bald danach in eine Strafkolonie nach Sibirien verbannt wird. Irina gelingt es, zu ihrem Gatten in das Lager zu gelangen und ihn zur gemeinsamen Flucht zu überreden. Bei deren Ausführung wird die junge Frau von einer Kugel der Verfolger tödlich verletzt. Alexej aber schafft es, bis zur Wolga vorzudringen. Dort freundet er sich mit drei gutmütigen Wolgaschiffern, besonders mit dem „Professor“, an. Auch Mascha, die Tochter des Schankwirts Ossyp, ist dem Neuen wohlgesinnt und macht ihm schöne Augen. Dies ändert sich aber jäh, als Gorews Häscher die Nachricht verbreiten, Alexej sei ein entwichener Sträfling, der seine Frau umgebracht habe und mit ihrem Schmuck geflohen sei. Es dauert jedoch nicht lange, bis Mascha das Gerücht als Verleumdung entlarvt. Ossyp dagegen glaubt den Häschern und verrät ihnen Alexejs Versteck. Nach einem heftigen Kampf, bei dem Gorew den Tod findet, gelingt es dem Verbannten, zusammen mit seiner neuen Liebe über den gewaltigen Strom zu entkommen. Inzwischen ist Alexej vom Kriegsminister rehabilitiert worden, nachdem dieser von Olga Gorew die Wahrheit über ihren Mann erfahren hatte. So steht dem neuen Glück der beiden nichts mehr im Wege.

## Kritik
Das Lexikon des internationalen Films zieht folgendes Fazit: „Im malerischen Stil altmodischer Abenteuerromane wird der Leidensweg eines aufrechten Zarenoffiziers erzählt […]. Abwechslungsreiche Kintoppunterhaltung.“

## Quelle
- Programm zum Film: Das neue Film-Programm, erschienen im gleichnamigen Verlag, Mannheim, Nummer 4343